# Caradoc Freichfras
Pour l’article homonyme, voir Caradoc.
Caradoc, dit Caradoc Freichfras (« bras fort »), est une figure semi-légendaire du Ve ou VIe siècle gallois, ancêtre supposé des rois de Gwent. Il est également évoqué dans la légende arthurienne  sous le nom de Caradoc Briefbras (« bras court »), l'un des chevaliers de la Table ronde. 

## Histoire
Bien que le nom de « Caradoc » sous ses diverses formes soit courant au Pays de Galles au Moyen Âge, il est probable que plusieurs des mentions qu'en font les généalogies et les hagiographies galloises (telles que La Vie de saint Tathée) désignent la même personne. Il est nommé en langue d'oïl Carados.
En raison du nombre d'occurrences du nom, il existe une grande confusion quant à l'identité de Caradoc, tant du point de vue historique que littéraire. Il a pu être confondu avec le héros breton Caratacos, Cerdic de Wessex et nombre d’autres « Caradoc » qui ont vécu en des temps moins reculés de l'histoire britannique. Sa généalogie varie selon les textes :  dans les Mabinogion il est appelé plusieurs fois fils de Llyr Marini, tandis qu'une légende de Bretagne continentale identifie un « Caradoc l'Ancien », ajoutant encore à la confusion.
Certains auteurs font de Caradoc Freichfras un possible personnage historique, également appelé Caradoc ap Gwrgan Mawr, qui aurait régné sur le royaume d'Ergyng dans le Gwent autour d'Hereford vers le VIe siècle, depuis Caerwent, l'ancienne cité romaine de Venta Silurum.  Ils voient dans son nom une réminiscence de celui de Caratacos, ce qui impliquerait une continuité de tradition depuis la culture pré-romaine des Silures, sur le territoire qui est aujourd’hui celui des Galles du Sud-Est ; hypothèse que suggèrent aussi d’autres indices. Caradoc est cité aussi dans la vie de saint Paterne de Vannes.

## Littérature
Il apparaît dans les  Triades galloises et y est décrit comme un des chefs âgés qui entourent Arthur à Celliwig (Cornouailles) et comme l'un des trois chevaliers de l'île de Bretagne. Son cheval porte le nom de Luagor (« fendeur d'hôte »). Son épouse, Tegau Eurfron (« poitrine d'or ») est aussi évoquée dans les triades comme l'une des trois superbes jeunes filles qui évoluent à la cour d'Arthur. Le grand amour qui unit Caradoc à son épouse est considéré comme l'un des trois liens supérieurs de Bretagne. Cette tradition pourrait être issue d'un roman français du XIIe siècle (voir ci-dessous). Selon les légendes arthuriennes, Caradoc était membre de la Table Ronde à l'époque d'Uther Pendragon, mais, lorsque Arthur s'empara du pouvoir, il se rebella en s'alliant à d'autres rois. Il finit par se réconcilier avec le jeune roi et devint un de ses plus fidèles alliés.
Il se nomme Karadawc Vreichbras dans le conte Culhwch ac Olwen, Caradué Briébraz dans Érec et Énide, ou encore Caradus au court Bras dans le Roman de Jaufré. Le personnage de Caradoc apparaît également dans L'Âtre Périlleux et dans Humbaut.

### Vie de Caradoc
Caradoc apparaît fréquemment dans la littérature arthurienne et en est même parfois le personnage principal, comme dans la Vie de Caradoc (ou Livre de Caradoc) incluse dans le premier cycle (première suite anonyme) de Chrétien de Troyes, Perceval ou le Conte du Graal. L'histoire, probablement inspirée de la tradition celtique, semble avoir pour but d'expliquer la raison pour laquelle Caradoc reçut son surnom de « Bras-fort » : Caradoc l'Ancien épouse la belle Ysave, mais celle-ci est promptement séduite par un enchanteur du nom d'Eliavres. Celui-ci jette un sort à Caradoc dont l'effet l'amène à confondre son épouse avec divers animaux de ferme, tandis que le sorcier s'emploie à concevoir un fils. Caradoc l'Ancien donne à l'enfant son propre nom et le garçon devient un jeune et talentueux nobliau. Caradoc le Jeune part pour la cour d'Arthur et devient chevalier de la Table-Ronde comme son père.
Peu après, Eliavres pénètre dans la salle et demande à se livrer à un essai de décapitation (un motif celtique l'évoque dans le Festin de Bricriu (« Fled Bricrend »), écrit en vieil irlandais, et dans Sir Gawain et le chevalier vert, écrit en anglais médiéval). Il demande à un chevalier de lui couper la tête, sa seule condition étant que, s'il y survit, il prendra la tête du chevalier en échange. Caradoc relève le défi et, en homme d'honneur, offre sa nuque à la lame du sorcier qui a réussi à remettre sa propre tête en place. Eliavres refuse de tuer le jeune Caradoc, mais il lui révèle qu'il est son père.
Caradoc le Jeune est fort logiquement peiné d'apprendre cette nouvelle. Il s'embarque pour de nombreuses aventures chevaleresques, au cours desquelles il rencontre notamment son meilleur ami, le seigneur Cador, en voyage avec sa sœur Guinier. De retour dans son royaume, il révèle le cocuage de son père, et les deux Caradoc, l'Ancien et le Jeune, mettent au point une vengeance humiliante à l'encontre d'Eliavres par le moyen de plusieurs animaux de ferme. L'offenseur est enfermé loin de sa maîtresse Ysave.
Tout va bien jusqu'à ce que le sorcier tente de s'évader. Alors que Caradoc le Jeune essaie de l'arrêter, Eliavres ordonne à un serpent de s'enrouler autour du bras de Caradoc qui se brise et lui retire son énergie vitale. Cador et Guinier passant par là trouvent le moyen d'enlever le serpent du bras de Caradoc. Ce dernier doit s'asseoir dans un bac à vinaigre tandis que Guinier s'assoit dans une cuve de lait en prenant soin d'exhiber ses seins. Le serpent, que l'odeur du vinaigre rebute, s'enfuit en direction de Guinier, mais Cador le tue de son épée. Malheureusement, ce faisant, il coupe aussi le mamelon de Guinier (qui sera plus tard remplacé par un mamelon en or). Bien que Caradoc soit libéré, son bras demeurera définitivement meurtri, d'où son surnom de « Bras-Court ». Guinier et Caradoc se marient et, après avoir passé le traditionnel test de fidélité (au cours duquel les fiancés doivent boire dans une corne), tous deux mènent une vie heureuse.
On trouve ce conte dans les trois versions du Premier Cycle ainsi que dans l'un des romans de Renart, quoique sous une forme abrégée. Bien qu'il n'apparaisse pas avant la dernière décennie du XIIIe siècle, il est très probable qu'il soit inspiré d'une version galloise, car on trouve des allusions à ce conte dans les  Triades galloises. Les Triades évoquent la femme de Caradoc, Tegau, pour son amour et sa fidélité, et son surnom d'Eurfon (Poitrine-d'Or) convient tout à fait à la Guinier de la Vie de Caradoc. De plus, on y évoque le manteau utilisé lors du test de fidélité. Dans les contes, ce manteau remplace souvent la corne dans laquelle on boit lors des tests de chasteté.

## Filmographie
Dans la série humoristique Kaamelott, Karadoc (chevalier originaire de Vannes) est un chevalier obnubilé par la nourriture, d'un faible intellect et incapable du moindre fait d'arme. Il est joué par Jean-Christophe Hembert.